# Hồng Đăng (diễn viên)
Lê Hồng Đăng, thường được biết đến với nghệ danh Hồng Đăng hay Huy Đăng (sinh ngày 06 tháng 10 năm 1984 tại Hà Nội), là một nam diễn viên người Việt Nam. Anh được biết đến qua các bộ phim Cầu vồng tình yêu, Chỉ có thể là yêu, Tuổi thanh xuân, Zippo, mù tạt và em, Mátxcơva - Mùa thay lá, Người phán xử, Cả một đời ân oán, Mê cung, Hoa hồng trên ngực trái, Hướng dương ngược nắng và chương trình Nhật ký Vàng Anh. Anh từng là diễn viên của Nhà hát Kịch Hà Nội và Trung tâm Phim truyền hình Việt Nam, Đài Truyền hình Việt Nam. Anh và Hồng Diễm là "cặp đôi vàng" của màn ảnh Việt (cặp song Hồng).

## Tiểu sử
Hồng Đăng từng học tại trường Cao đẳng Nghệ thuật Hà Nội và lớp Đào tạo diễn viên Truyền hình Việt Nam. Hiện nay, anh đang công tác tại Đoàn kịch 2 - Nhà hát kịch Hà Nội. Hồng Đăng đã từng tham gia một số phim truyền hình trên sóng VTV như Lời thề cỏ non, Tiếng cồng định mệnh, Nhật ký vàng anh, Những người độc thân vui vẻ, Nhà có nhiều cửa sổ và phải đến phim Cầu vồng tình yêu, nhân vật Minh Khang của Hồng Đăng mới thực sự chinh phục được đông đảo khán giả. Năm 2011, Đăng kết hợp với Hồng Diễm trong Cầu vồng tình yêu và nhận được sự chú ý. Cũng trong năm 2016, Hồng Đăng đã gặt hái thành công với vai Huy trong phim "Zippo, mù tạt và em". Vai diễn trong "Zippo, mù tạt và em" đã mang về cho Hồng Đăng giải thưởng "Nam diễn viên ấn tượng" tại VTV Awards 2016 và giải thưởng "Nam diễn viên chính xuất sắc phim truyện truyền hình" tại Cánh diều 2016. Năm 2017, Hồng Đăng tái hợp Hồng Diễm sau 6 năm trong phim truyền hình Mátxcơva - Mùa thay lá. Cả hai tiếp tục làm bạn diễn của nhau trong bộ phim Cả một đời ân oán công chiếu một năm sau đó và vai diễn Phong trong Cả một đời ân oán đã mang về giải thưởng "Nam diễn viên ấn tượng" tại VTV Awards 2018. Năm 2019, cặp đôi Hồng Đăng - Hồng Diễm tiếp tục góp mặt trong "Hoa hồng trên ngực trái" và được nhiều khán giả mến mộ. Phim Những ngày không quên với Hồng Diễm công chiếu năm 2020. Năm 2021, Hồng Đăng tái ngộ Hồng Diễm trong Hướng dương ngược nắng. Các vai diễn trước đây, Hồng Đăng nhận được sự yêu mến của khán giả nhưng với Kiên của Hướng dương ngược nắng lại phải đón nhận nhiều chỉ trích.

## Danh sách phim

### Phim truyền hình
| Năm     | Tựa phim                         | Kênh/Định dạng | Vai diễn        | Đạo diễn                                                | Ghi chú | Bạn diễn                             | Nguồn                                     |
| ------- | -------------------------------- | -------------- | --------------- | ------------------------------------------------------- | ------- | ------------------------------------ | ----------------------------------------- |
| 2004    | Lời thề cỏ non                   | VTV1           | Đăng            | Hoàng Lâm                                               | [ a ]   | Việt Anh                             | [ 23 ]                                    |
| 2005    | Tiếng cồng định mệnh             | TBA            | Hoánh           | NSƯT Khắc Lợi, NSƯT Lê Thi                              |         | NSND Hoàng Dũng                      |                                           |
| 2006    | Nhật ký Vàng Anh                 | VTV3           | Dũng            | Nguyễn Khải Anh, Đỗ Thanh Hải                           | [ b ]   | Minh Hương                           |                                           |
| 2007    | Nhật ký Vàng Anh 2               | VTV3           | Huy             | Nguyễn Khải Anh, Đỗ Thanh Hải                           |         | Hoàng Thuỳ Linh                      | [ 1 ]                                     |
| 2008    | Con đường sáng                   | Hà Nội 1       | Đào Phúc Sơn    | Phạm Việt Thanh & Nguyễn Đức Việt                       |         | Xuân Bắc, Lê Khanh                   | Danh đề: Huy Đăng                         |
| 2008    | Thầy giáo trẻ                    | VTV3           | Thầy giáo Chính | Trần Quang Vinh                                         | [ c ]   | Thu Hiền                             |                                           |
| 2008    | Những người độc thân vui vẻ      | VTV3           | Đan             | NSƯT Trọng Trinh                                        |         | Việt Anh                             |                                           |
| 2009    | Nhà có nhiều cửa sổ 2            | VTV1           | Mạnh            | Vũ Hồng Sơn, Phi Tiến Sơ                                |         | Vi Cầm, Thu Quỳnh                    | [ 24 ]                                    |
| 2010    | Mặt nạ hoàn hảo                  | VTV3           | Dương           | Nguyễn Tiến Dũng                                        |         | Trúc Mai                             | [ 25 ] [ 26 ] [ 27 ]                      |
| 2011–12 | Cầu vồng tình yêu                | VTV3           | Minh Khang      | Vũ Hồng Sơn, NSƯT Trọng Trinh, Bùi Tiến Huy             |         | Hồng Diễm                            | [ 28 ]                                    |
| 2013    | Giọt nước rơi                    | VTV3           | Đan             | Bùi Quốc Việt                                           |         | Chi Pu                               | [ 29 ] [ 30 ] [ 31 ]                      |
| 2013    | Người cộng sự                    | VTV1           | Trần Đông Phong | Phạm Thanh Phong, Jun Muto                              | [ d ]   | Huỳnh Đông, Lan Phương, Bình Minh    | [ 32 ] [ 33 ]                             |
| 2013–14 | Chỉ có thể là yêu                | VTV3           | Khánh           | Vũ Minh Trí                                             |         | Huyền Thạch                          |                                           |
| 2014    | Con thuyền số phận               | VTV1           | Cường           | Trần Trọng Khôi                                         |         | Lê Trang                             | [ 34 ]                                    |
| 2014–15 | Tuổi thanh xuân                  | VTV3           | Khánh           | Nguyễn Khải Anh, Bùi Tiến Huy, Myung Hyun Woo           |         | Nhã Phương                           | [ 3 ]                                     |
| 2016    | Tuổi thanh xuân 2                | VTV3           | Khánh           | Nguyễn Khải Anh, Bùi Tiến Huy, Lee Jeong Wook           | [ e ]   | Nhã Phương                           |                                           |
| 2016    | Zippo, mù tạt và em              | VTV3           | Huy             | NSƯT Trọng Trinh, Bùi Tiến Huy                          | [ f ]   | Lã Thanh Huyền                       |                                           |
| 2017    | Mátxcơva - Mùa thay lá           | VTV1           | Minh            | NSƯT Trọng Trinh                                        |         | Hồng Diễm                            | [ 37 ] [ 38 ] [ 39 ] [ 40 ] [ 41 ] [ 42 ] |
| 2017    | Người phán xử                    | VTV3           | Lê Thành        | NSƯT Nguyễn Mai Hiền, Nguyễn Khải Anh, Nguyễn Danh Dũng |         | Bảo Thanh                            | [ 43 ] [ 44 ] [ 45 ] [ 46 ]               |
| 2017–18 | Cả một đời ân oán                | VTV3           | Phong           | NSƯT Trọng Trinh, NSƯT Vũ Trường Khoa, Bùi Tiến Huy     | [ g ]   | Lan Phương, Hồng Diễm                | [ 47 ] [ 48 ] [ 49 ] [ 50 ] [ 51 ]        |
| 2018    | Phía trước là cả một đời phán xử | VTV Giải Trí   | Phong           | Đỗ Thanh Hải                                            | [ h ]   | Mạnh Trường, Kiều Anh                |                                           |
| 2019    | Mê cung                          | VTV3           | Khánh           | Nguyễn Khải Anh, Trần Trọng Khôi                        |         | Hoàng Thuỳ Linh, Việt Anh            | [ 53 ] [ 54 ] [ 55 ] [ 56 ]               |
| 2019    | Hoa hồng trên ngực trái          | VTV3           | Bảo             | NSƯT Vũ Trường Khoa                                     |         | Hồng Diễm                            |                                           |
| 2020    | Những ngày không quên            | VTV1           | Bảo             | NSƯT Danh Dũng, Trịnh Lê Phong                          | [ i ]   | Hồng Diễm                            | [ 57 ] [ 58 ] [ 59 ] [ 60 ] [ 61 ] [ 62 ] |
| 2020–21 | Hướng dương ngược nắng           | VTV3           | Trung Kiên      | NSƯT Vũ Trường Khoa                                     |         | Hồng Diễm, Lương Thu Trang, Việt Anh |                                           |
| 2021–22 | Thương ngày nắng về              | VTV3           | Hoài Đức        | Bùi Tiến Huy, NSƯT Vũ Trường Khoa                       |         | Lan Phương                           | [ 63 ] [ 64 ]                             |

Ghi chú
1. ↑  Sản xuất đặc biệt dành cho lớp diễn viên truyền hình VFC số 1. Vai diễn đầu tay của Đăng
2. ↑  Vai anh trai của Vàng Anh, Đăng thay thế diễn viên Ngọc Phượng
3. ↑  Phim ngắn Văn nghệ Chủ Nhật
4. ↑  TV Movie (Đài truyền hình Việt Nam VTV và tập đoàn truyền thông TBS - Nhật Bản sản xuất nhân kỳ niệm 40 năm thiết lập quan hệ ngoại giao Việt Nam - Nhật Bản; nội dung phim tái hiện cuộc sống của Phan Bội Châu trong những năm tháng tại Nhật Bản)
5. ↑  Vai khách mời
6. ↑  Danh Tùng là người lồng tiếng. Đóng vai giai đoạn trưởng thành 6 năm sau[35][36]
7. ↑  Đóng vai hai giai đoạn thời trẻ (phần 1) và trung niên (phần 2)
8. ↑  Phim ngắn kết hợp Người phán xử, Cả một đời ân oán, Phía trước là bầu trời[52]
9. ↑  Phim kết hợp dàn Diễn viên Về nhà đi con và Cô gái nhà người ta trong đại dịch COVID-19

### Kịch
| Năm  | Vở kịch                | Vai diễn |
| ---- | ---------------------- | -------- |
| 2013 | Điệp khúc vi-rút       | TBA      |
| 2014 | Những người con Hà Nội | TBA      |
| 2015 | Bỉ vỏ                  | TBA      |

## Danh sách chương trình

### Trải nghiệm thực tế
- Bố ơi! Mình đi đâu thế (mùa 3) - cùng con gái.[65]

## Đời tư
Anh quyết định lập gia đình cùng Nguyễn Anh Đào là một người làm kinh doanh (năm 2008). Từ đó đến nay, họ đã có hai người con là Lê Phương Bảo Hân (bé Nhím) và Lê Phương Tuệ Anh (bé Kẹo).

## Bê bối

### Cáo buộc hiếp dâm
Hồng Đăng và nhạc sĩ – NSƯT Hồ Hoài Anh bị cảnh sát Tây Ban Nha bắt giữ hôm 25 tháng 6 năm 2022 sau khi bị một cô gái người Anh 17 tuổi cáo buộc hiếp dâm tại một khách sạn ở đảo Majorca. Theo lời kể của cô gái, hai người đã đưa cô về phòng khách sạn và cưỡng hiếp cô. Để xóa bỏ bằng chứng, họ bắt cô đi tắm, đề phòng trường hợp bị buộc tội. Họ sau đó đã được toà án ở Tây Ban Nha trả hộ chiếu và cho về nước vào ngày 7 tháng 8 năm 2022, sau khoảng gần một tháng rưỡi bị giữ lại.

## Giải thưởng và đề cử
| Lễ trao giải   | Năm  | Hạng mục                                      | Tác phẩm đề cử         | Kết quả   | Chú thích |
| -------------- | ---- | --------------------------------------------- | ---------------------- | --------- | --------- |
| Ấn tượng VTV   | 2015 | Nam diễn viên Ấn tượng                        | Tuổi thanh xuân        | Đề cử     | [ 71 ]    |
| Ấn tượng VTV   | 2016 | Nam diễn viên Ấn tượng                        | Zippo, mù tạt và em    | Đoạt giải | [ 72 ]    |
| Ấn tượng VTV   | 2017 | Nam diễn viên Ấn tượng                        | Người phán xử          | Đề cử     | [ 73 ]    |
| Ấn tượng VTV   | 2018 | Nam diễn viên Ấn tượng                        | Cả một đời ân oán      | Đoạt giải | [ 74 ]    |
| Ấn tượng VTV   | 2019 | Nam diễn viên Ấn tượng                        | Mê cung                | Đề cử     | [ 75 ]    |
| Ấn tượng VTV   | 2021 | Nam diễn viên Ấn tượng                        | Hướng dương ngược nắng | Đề cử     | [ 76 ]    |
| Cánh Diều Vàng | 2016 | Nam diễn viên chính xuất sắc phim truyền hình | Zippo, mù tạt và em    | Đoạt giải | [ 77 ]    |